# Larré (Morbihan)
Larré is een gemeente in het Franse departement Morbihan (regio Bretagne). De plaats maakt deel uit van het arrondissement Vannes. Larré telde op 1 januari 2022 1.102 inwoners.

## Geografie
De oppervlakte van Larré bedroeg op 1 januari 2022 17,02 vierkante kilometer; de bevolkingsdichtheid was toen 64,7 inwoners per km².

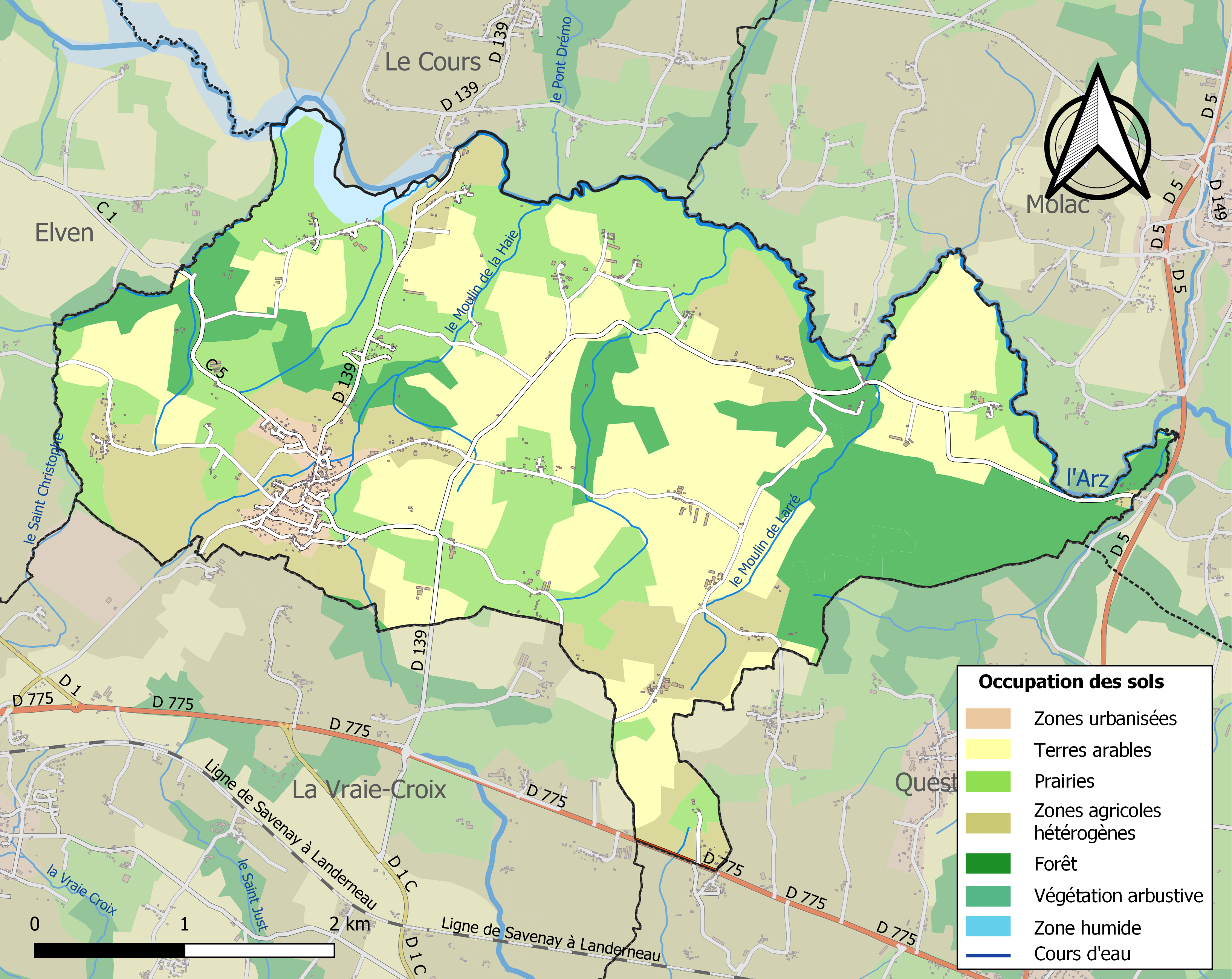
Kaart van de gemeente met de belangrijkste infrastructuur, bodemgebruik en omliggende gemeenten

## Demografie
Onderstaande figuur toont het verloop van het inwonertal, bron: INSEE-tellingen. 